# رزم‌ناو کلاس مولتکه
بتل‌کروزر کلاس ملتک (به انگلیسی: Moltke-class battlecruiser) یک کلاس از کشتی است.